# Marquette Motor Company
Die Marquette Motor Company war ein 1909–1912 aktiver, US-amerikanischer Hersteller von Oberklasse-Automobilen. Markenname war Marquette.
Der Konzern führt den Markennamen auf den französischen Entdecker, Missionar und Jesuitenpater Jacques Marquette (1637–1675) zurück. General Motors verwendete ihn zweimal, zuerst für die nachstehend beschriebenen Oberklasse-Vierzylinderwagen und zwischen 1929 und 1931 für den kurzlebigen Marquette, einer Nebenmarke von Buick für einen Mittelklasse-Sechszylinderwagen.

## Unternehmensgeschichte
William Durant kaufte im Mai 1909 für General Motors (GM) die 1905 in Flushing (Queens, New York City) gegründete Rainier Motor Car Company, einen Hersteller hochwertiger Automobile, der in finanzielle Schwierigkeiten geraten war. Daraufhin wurde in Saginaw (Michigan) die neue Gesellschaft Marquette Motor Company gegründet. Der Rainier wurde zunächst weiter produziert. Außerdem stellte das Unternehmen Bestandteile für die GM-Luxusmarke Welch (1903–1911) und deren unabhängige Schwestermarke Welch-Detroit (1910–1911) mit etwas preisgünstigeren Modellen her. Geleitet wurde die Firma vom Buick-Management.
Zwischen 1909 und 1910 nahmen Bob Burman und Louis Chevrolet erfolgreich mit Marquette-Buicks an Rennveranstaltungen teil. Dabei handelte es sich um Buick-Fahrzeuge, welche aus reglementarischen Gründen so genannt wurden. Burman erreichte u. a. 1910 beim American Grand Prize auf dem Savannah-Effingham Raceway in Savannah, Georgia hinter David Bruce-Brown und Victor Hémery (beide Benz) Rang drei.
Infolge massiver Überschuldung durch zahlreiche Firmenkäufe (wie zum Beispiel Rainier und Welch) verlor Durant im September 1910 die Kontrolle über GM und musste den Konzern verlassen. Bis Ende 1911 wurde versucht, seine Akquisitionen rentabel zu machen. Die drei Hersteller stellten sehr ähnliche Produkte her, nämlich großvolumige Vierzylindermodelle mit T-Kopf-Motor, die ein nahezu identisches Marktsegment bedienten. Daher wurde beschlossen, die Herstellung des Rainier und des Welch-Detroit zusammenzulegen und den Welch ganz einzustellen. Die Maschinen und Werkzeuge für die Produktion des Welch-Detroit von Pontiac (Michigan, USA) wurden daher ins Rainier-Werk nach Saginaw überführt. Unter dem neuen Markennamen Marquette erschienen 1912 zwei Modelle, die beide jeweils Elemente des letzten Rainier (Model F, 50 HP) und Welch-Detroit (Model S, 45/50 HP) enthielten. Vorgestellt wurden sie als Marquette 40 HP und 45 HP.
Die Reorganisation verlief offensichtlich nicht zufriedenstellend. GM kündigte die Einstellung des Marquette noch im gleichen Jahr an.
Eine Quelle gibt an, dass im Februar 1912 eine Umfirmierung in Peninsular Motor Company erfolgte. Die letzten Marquette wurden laut dieser Quelle möglicherweise unter dem Markennamen Peninsular verkauft. Eine zweite Quelle gibt an, dass die Peninsular Motor Company von 1912 bis 1913 die ehemaligen Marquette-Fahrzeuge als Peninsular vermarktete.

## Modelle
Der Marquette 40 HP hatte ein Chassis mit einem Radstand von 3099 mm (122 Zoll). Es gab ihn in vier offenen Karosserievarianten. Deutlich teurer war der Marquette 45 HP. Er hatte mit 3023 mm (119 Zoll) einen etwas kürzeren Radstand und wurde nur als siebensitziger Touring angeboten.
| Modell          | Karosserie                   | Listenpreis in US$ |
| --------------- | ---------------------------- | ------------------ |
| Marquette 40 HP | Model 22 Runabout, 2-sitzig  | 3000               |
| Marquette 40 HP | Model 24 Tourabout, 4-sitzig | 3000               |
| Marquette 40 HP | Model 25 Touring, 5-sitzig   | 3000               |
| Marquette 40 HP | Model 27 Touring, 7-sitzig   | 3000               |
| Marquette 45 HP | Model 29 Touring, 7-sitzig   | 4000               |